# Wasserstraßen- und Schifffahrtsamt Elbe
Das Wasserstraßen- und Schifffahrtsamt Elbe (WSA Elbe) ist ein Wasserstraßen- und Schifffahrtsamt in Deutschland und bundesweit das größte der 17 neu eingerichteten Ämter. Es gehört zum Dienstbereich der Generaldirektion Wasserstraßen und Schifffahrt.
Das Amt ist am 11. März 2021 aus der Zusammenlegung der bisherigen Wasserstraßen- und Schifffahrtsämter Dresden, Magdeburg und Lauenburg hervorgegangen und das vierzehnte im Zuge der Ämterreform gebildete, neue Wasserstraßen- und Schifffahrtsamt. Die drei ehemaligen Ämter bleiben als Standorte erhalten.

## Zuständigkeitsbereich
Das Wasserstraßen- und Schifffahrtsamt Elbe ist zuständig für folgende Bundeswasserstraßen:
- Elbe von der deutsch-tschechischen Grenze bis zum Beginn der Delegationsstrecke Hamburg
- Saale
- Müritz-Elde-Wasserstraße
- Stör-Wasserstraße
- Elbe-Lübeck-Kanal
- Ilmenau

sowie für das Wasserstraßenkreuz Magdeburg.
Mit dem WSA Elbe wurde eine verantwortliche Stelle für die gesamte Binnenelbe mit über 600 Kilometer Länge geschaffen, die damit für die Schifffahrt auf der Binnenelbe der alleiniger Ansprechpartner ist. Das WSA ist auch zuständig für die Besetzung der Revierzentrale in Magdeburg, die die Verkehrssicherung der Binnenschifffahrt auf den Bundeswasserstraßen zwischen Hamburg und der tschechischen Grenze sowie zwischen Elbe und Oder wahrnimmt.

## Aufgaben
Zu den Aufgaben des Wasserstraßen- und Schifffahrtsamtes gehören:
- Unterhaltung der Bundeswasserstraßen im Amtsbereich
- Betrieb und Unterhaltung baulicher Anlagen, z. B. Schleusen, Wehre und Brücken
- Aus- und Neubau
- Unterhaltung und Betrieb der Schifffahrtszeichen
- Erfassung und Auswertung von Wasserständen, Abflüssen und umweltrelevanten Daten
- Übernahme strom- und schifffahrtspolizeilicher Aufgaben.

## Dienstorte, Außenbezirke und Bauhöfe
Das Wasserstraßen- und Schifffahrtsamt Elbe hat Dienstorte in Dresden, Magdeburg und Lauenburg. Außenbezirke befinden sich in Dresden, Mühlberg, Torgau, Wittenberg, Niegripp, Tangermünde, Wittenberge, Herrenhof, Geesthacht, Bernburg, Merseburg, Grabow, Parchim, Waren und Mölln. Das Wasserstraßen- und Schifffahrtsamt Elbe unterhält zudem Bauhöfe in Hohenwarthe und Geesthacht.